# Рубиновка (Крым)
Руби́новка (до 1948 года Бекказы́; укр. Рубинівка, крымскотат. Bek Qazı, Бек Къазы) — село в Джанкойском районе Республики Крым, входит в состав Кондратьевского сельского поселения (согласно административно-территориальному делению Украины — Кондратьевского сельского совета Автономной Республики Крым).

## Население
| 2001 | 2014 |
| ---- | ---- |
| 449  | ↘360 |

Всеукраинская перепись 2001 года показала следующее распределение по носителям языка
| Язык             | Процент |
| ---------------- | ------- |
| русский          | 47.22   |
| крымскотатарский | 37.64   |
| украинский       | 12.03   |
| другие           | 0.45    |

### Динамика численности
| - 1805 год — 315 чел. - 1889 год — 106 чел. - 1892 год — 84 чел. - 1900 год — 84 чел. - 1905 год — 81 чел. - 1911 год — 110 чел. - 1915 год — 120/74 чел. - 1918 год — 166 чел. | - 1926 год — 206 чел. - 1939 год — 274 чел. - 1989 год — 383 чел. - 1931 год — 230 чел. - 1936 год — 253 чел. - 2001 год — 449 чел. - 2009 год — 486 чел. - 2014 год — 360 чел. |

## Современное состояние
На 2017 год в Рубиновке числится 3 улицы — Гагарина, Октябрьская и Чапаева; на 2009 год, по данным сельсовета, село занимало площадь 36,4 гектара на которой, в 135 дворах, проживало 486 человек. В селе действуют филиал Кондратьевского дом культуры, фельдшерско-акушерский пункт. Рубиновка связана автобусным сообщением с райцентром, городами Крыма и соседними населёнными пунктами.

## География
Рубиновка — село на юго-востоке района, в безымянной балке степного Крыма, у границы с Красногвардейским районом, высота центра села над уровнем моря — 26 м. Соседние сёла: Серноводское в 3,7 км на запад, Полевое в 3,5 км на северо-восток, Советское в 3,3 км на восток и Чапаево Красногвардейского района в 4,5 км на юг. Расстояние до райцентра — около 22 километров (по шоссе), ближайшая железнодорожная станция — Отрадная — примерно в 12 километрах. Транспортное сообщение осуществляется по региональной автодороге 35Н-185 от шоссе 35А-002 граница с Украиной — Симферополь — Алушта — Ялта до Азовского (по украинской классификации — С-0-10461).

## История
Первое документальное упоминание села встречается в Камеральном Описании Крыма… 1784 года, судя по которому, в последний период Крымского ханства Векас входил в Таманский кадылык Карасубазарского каймаканства.
После присоединения Крыма к России (8) 19 апреля 1783 года, (8) 19 февраля 1784 года, именным указом Екатерины II сенату, на территории бывшего Крымского Ханства была образована Таврическая область и деревня была приписана к Перекопскому уезду. После Павловских реформ, с 1796 по 1802 год, входила в Перекопский уезд Новороссийской губернии. По новому административному делению, после создания 8 (20) октября 1802 года Таврической губернии, Бекказы был включён в состав Таганашминской волости Перекопского уезда.
По Ведомости о всех селениях в Перекопском уезде состоящих с показанием в которой волости сколько числом дворов и душ… от 21 октября 1805 года, в деревне Бийгазы числилось 44 двора, 260 крымских татар, 1 ясыр и 54 цыгана. Затем, видимо, вследствие эмиграции крымских татар в Турцию, деревня опустела и в доступных источниках до конца XX века название не встречается.
Возрождено село немцами, евангелистами и лютеранами, из бердянских колоний в 1883 году, как Хеврон (нем. Hebron, в русских документах «Геброн»), в составе Эйгенфельдской волости. По «Памятной книге Таврической губернии 1889 года», по результатам Х ревизии 1887 года, в деревне Геброн числилось 18 дворов и 106 жителей. После земской реформы 1890 года Бекказы отнесли к Тотанайской волости. В «…Памятной книжке Таврической губернии на 1892 год», отмечено село Бекказы, входившее в Бекказинское сельское общество, в котором было 84 жителя в 18 домохозяйствах. По «…Памятной книжке Таврической губернии на 1900 год» в Бекказы числилось 84 жителя в 13 дворах, в 1905 числился 81 житель и в 1911—110. По Статистическому справочнику Таврической губернии. Ч.II-я. Статистический очерк, выпуск пятый Перекопский уезд, 1915 год, в деревне Бекказы (Гебрун) Тотанайской волости Перекопского уезда числилось 20 дворов (15 дворов с землёй, 5 — безземельные) с немецким населением в количестве 120 человек приписных жителей и 74 «посторонних», из которых 98 мужчин и 96 женщин. Жители владели 1870 десятинами удобной земли. В хозяйствах имелось 153 лошади, 91 вола, 120 коров и 92 головы мелкого скота (в 1918 году — 166 человек).
После установления в Крыму Советской власти, по постановлению Крымревкома от 8 января 1921 года № 206 «Об изменении административных границ» была упразднена волостная система и в составе Джанкойского уезда был создан Джанкойский район. В 1922 году уезды преобразовали в округа. 11 октября 1923 года, согласно постановлению ВЦИК, в административное деление Крымской АССР были внесены изменения, в результате которых округа были ликвидированы, основной административной единицей стал Джанкойский район и село включили в его состав. Согласно Списку населённых пунктов Крымской АССР по Всесоюзной переписи 17 декабря 1926 года, в селе Бекказы (или Гебрун), Немецко-Джанкойского сельсовета (в котором село состояло до 1968 года) Джанкойского района, числилось 37 дворов, все крестьянские, население составляло 203 человека, из них 179 немцев, 15 украинцев, 5 русских, 4 еврея, действовала немецкая школа. Постановлением ВЦИК «О реорганизации сети районов Крымской АССР» от 30 октября 1930 года, был вновь создан Биюк-Онларский район, на этот раз — как немецкий национальный (лишённый статуса национального постановлением Оргбюро ЦК КПСС от 20 февраля 1939 года), в который включили село, с населением 230 человек. Постановлением Президиума КрымЦИКа «Об образовании новой административной территориальной сети Крымской АССР» от 26 января 1935 года был создан немецкий национальный Тельманский район (переименованный указом ВС РСФСР № 621/6 от 14 декабря 1944 года в Красногвардейский>) и Бекказы, с населением 253 человека, включили в его состав. По данным всесоюзной переписи населения 1939 года в селе проживало 274 человека. Вскоре после начала Великой Отечественной войны, 18 августа 1941 года крымские немцы были выселены, сначала в Ставропольский край, а затем в Сибирь и северный Казахстан.
После освобождения Крыма от фашистов в апреле, 12 августа 1944 года было принято постановление № ГОКО-6372с «О переселении колхозников в районы Крыма» по которому в район из областей Украины и России переселялись семьи колхозников, а в начале 1950-х годов последовала вторая волна переселенцев из различных областей Украины. С 25 июня 1946 года Аксюру-Конрат в составе Крымской области РСФСР. Указом Президиума Верховного Совета РСФСР от 18 мая 1948 года, Бекказы переименовали в Рубиновку. 26 апреля 1954 года Крымская область была передана из состава РСФСР в состав УССР. 1 января 1965 года, указом Президиума ВС УССР «О внесении изменений в административное районирование УССР — по Крымской области», Рубиновку возвратили в состав Джанкойского района. С 1968 года село в составе Рощинского сельского совета, с 1978 года — Кондратьевского. По данным переписи 1989 года в селе проживало 383 человек. С 12 февраля 1991 года село в восстановленной Крымской АССР, 26 февраля 1992 года переименованной в Автономную Республику Крым. С 21 марта 2014 года в составе Крыма аннексирована Россией.